# L'Action française et le Vatican
Les pièces d'un procès
L'Action française et le Vatican est un livre du journaliste et homme politique français Charles Maurras, directeur de L'Action française, publié en 1927. Le texte est un recueil de lettres, d'articles et de déclarations relatives à la condamnation de l'Action française par le pape Pie XI. 

## Contexte
Le 25 août 1926, le cardinal Andrieu, hostile aux thèses de Charles Maurras, lance un avertissement approuvé par la papauté contre l'Action française réclamant sa soumission. Le 20 décembre 1926, le pape ordonne la rupture des catholiques avec l'Action française et publie le décret de la congrégation de l'Index du 29 janvier 1914 qui condamne sept œuvres de Maurras : Le Chemin de Paradis, Anthinéa, Les Amants de Venise, Trois Idées politiques, L'Avenir de l'intelligence, La Politique religieuse et Si le coup de force est possible. Par le biais du décret de la congrégation du Saint-Office daté du 29 décembre 1926, le pape Pie XI confirme la condamnation de son prédécesseur Benoît XV et l'étend au quotidien L'Action française. Les catholiques demeurés fidèles à l'Action française ne sont pas excommuniés « mais traités avec la plus grande sévérité en pécheurs publics, privés des sacrements et des funérailles religieuses ».

## Présentation
Considéré comme le « livre jaune » de l'Action française, cet ouvrage est introduit par une préface de Charles Maurras et Léon Daudet,. D'après l'historien Olivier Dard, il s'agit d'une « source imprimée majeure pour comprendre la crise » avec la papauté mais c'est aussi une « arme de combat et de conquête de l'opinion publique ». 

## Autour du livre
En parallèle de cette publication, Charles Maurras réédite Le Chemin de Paradis expurgé et commenté pour répondre aux objections catholiques.
Antonio Gramsci cite L'Action française et le Vatican pour son étude de la condamnation de l'Action française dans ses Cahiers de prison,.